# Hualqui
Hualqui ist eine Kommune im Zentrum Chiles. Sie liegt in der Provinz Concepción in der Región del Biobío. Sie hat 24.333 Einwohner und liegt ca. 20 Kilometer südöstlich von Concepción, der Hauptstadt der Region.

## Geschichte
Ursprünglich war das Gebiet um Hualqui von den indigenen Mapuche besiedelt. Der Name Hualqui stammt vermutlich vom Wort „walkün“ aus dem Mapudungun, was etwa so viel bedeutet wie „umkreisen“ oder „umgeben“. Mitte der 1540er Jahre startete Pedro de Valdivia, der wenige Jahre vorher Santiago gegründet hatte, einen Expeditionszug in die Region des Río Biobíos. Dort entdeckte er, dass im Río Quilacoya auf dem Gebiet der heutigen Gemeinde Hualqui Gold zu finden war. Daraufhin ließ de Valdivia dort ein Fort errichten und beutete die Indigenen als Arbeiter auf der Suche nach weiterem Gold aus. Im Zuge des Arauco-Krieges wurde das Fort mehrfach zerstört und wieder aufgebaut. In den folgenden Jahrzehnten entstand eine kleine Siedlung um das Fort. Am 24. Oktober 1757 wurde Hualqui offiziell vom damaligen Gouverneur von Chile, Manuel d’Amat i de Junyent, gegründet. Zur Zeit des Generalkapitanats war Hualqui die Hauptstadt der Provinz Concepción, ehe sie 1799 nach Florida verlegt wurde.
Während des chilenischen Unabhängigkeitskrieges und des folgenden totalen Krieges (Guerra a Muerte) wurde Hualqui vollständig zerstört. Die Einwohner der Gegend litten unter Hungersnöten und Seuchen. Daraufhin begannen Bewohner von Hualqui im Jahr 1823 eine Rebellion und riefen eine unabhängige Republik aus, die República Independiente de Hualqui. Ziel war es, die Verwaltung unter alleinige Aufsicht der lokalen Behörden zu stellen. Zwei Tage später wurden die Aufstände von Soldaten aus Concepción niedergeschlagen und die staatliche Ordnung wiederhergestellt. Daraufhin wurde Hualqui ins Departamento Concepción eingegliedert. Durch die Eisenbahnstrecke, die 1871 bis Hualqui fertiggestellt wurde, erlangte die Siedlung wirtschaftlichen Aufschwung. Es wurden ein Bahnhof und ein Postamt errichtet. 1891 wurde die eigenständige Gemeinde Hualqui offiziell gegründet. Nach den Kommunalwahlen 1914 versuchten einige Bewohner erneut, eine unabhängige Republik auszurufen. Wie knapp hundert Jahre zuvor wurden die Aufstände jedoch zwei Tage später von Soldaten aus Concepción beendet.

## Geografie und Demografie
Laut der Volkszählung aus dem Jahr 2017 leben in Hualqui 24.333 Einwohner, davon sind 11.843 männlich und 12.490 weiblich. 85,8 % leben in städtischem Gebiet, der Rest in ländlichem Gebiet. Neben dem Hauptort Hualqui gehört noch eine Vielzahl weiterer Dörfer zur Gemeinde, darunter Quilacoya, Talcamavida oder Uniche. Die Kommune hat eine Fläche von 534,2 km² und grenzt im Norden an Chiguayante, Concepción und Florida, im Osten an Yumbel, im Südosten an San Rosendo, im Süden an Santa Juana sowie im Westen an Coronel. Hualqui ist Teil der Metropolregion Gran Concepción, mit über einer Million Einwohnern der zweitgrößten in Chile.
Hualqui liegt am Río Biobío und ist von Gebirgszügen und Hügeln umgeben. Dank der besonderen Gegebenheiten liegt es relativ windgeschützt, wodurch sich im Tal von Hualqui ein besonderes Mikroklima finden lässt, aufgrund dessen Hualqui als Erholungsort gilt. Außerdem befinden sich Teile des Reserva Nacional Nonguén auf dem Gebiet der Gemeinde.

## Wirtschaft und Politik
In Hualqui gibt es zahlreiche forst- und landwirtschaftliche Unternehmen. Der aktuelle Bürgermeister von Hualqui ist der unabhängige Jorge Contanzo Bravo. Auf nationaler Ebene liegt Hualqui im 20. Wahlkreis, unter anderem zusammen mit Concepción, Talcahuano und San Pedro de la Paz. Die Linie 1 des Biotréns verbindet Hualqui direkt mit Concepción.

## Persönlichkeiten
- Miguel Ángel Neira (* 1952), Fußballspieler und -trainer

## Fotogalerie

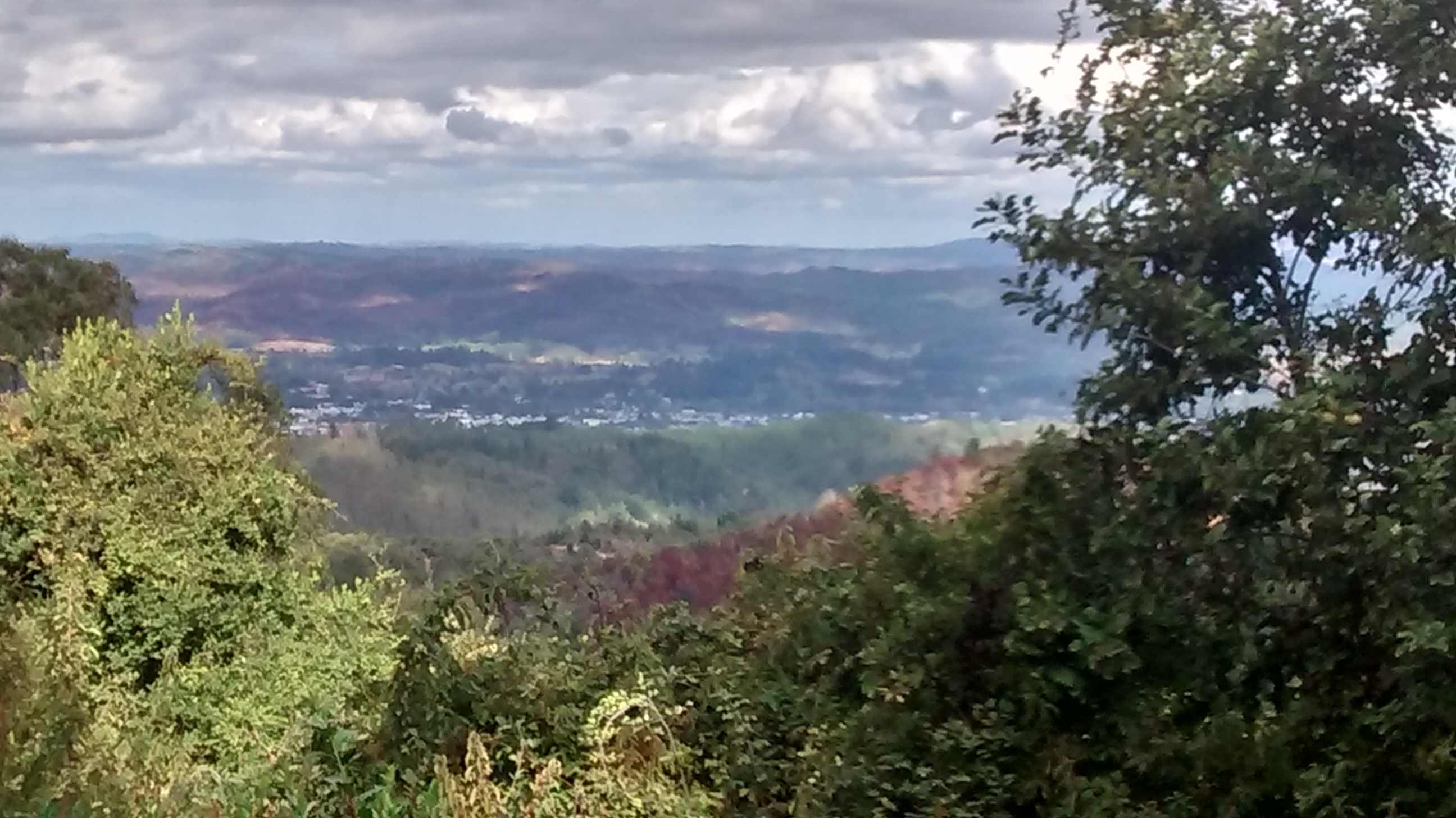
Blick auf Hualqui im Tal
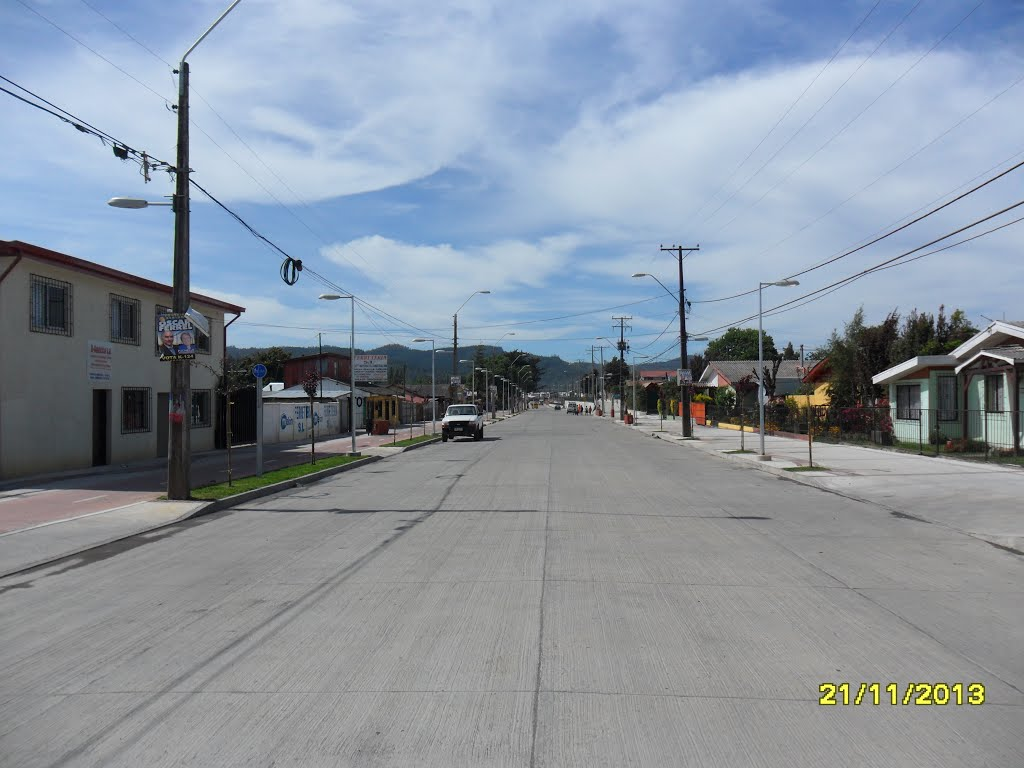
Straße in Hualqui
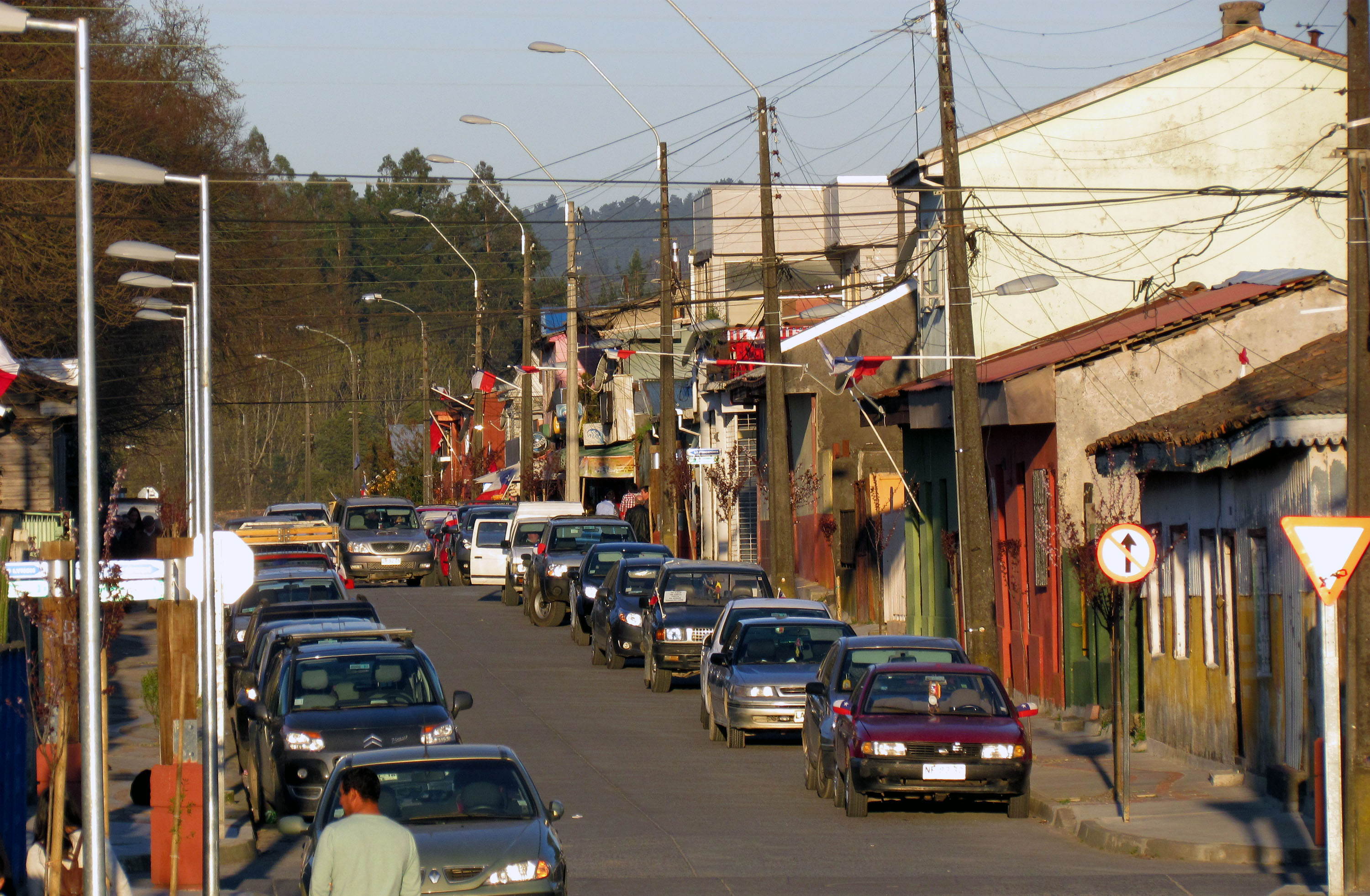
Straße in Hualqui
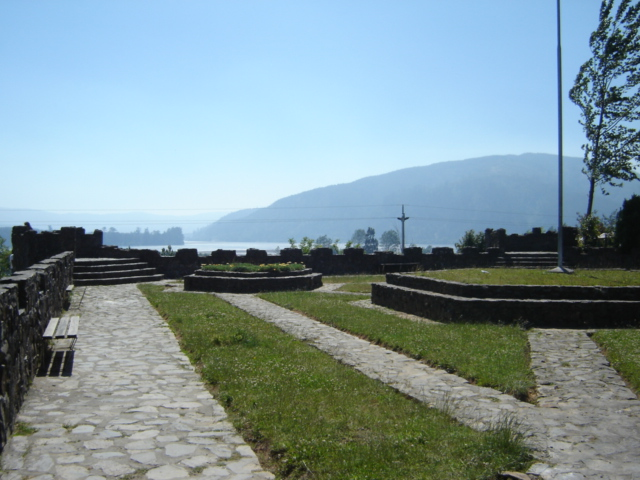
Aussichtspunkt von Hualqui
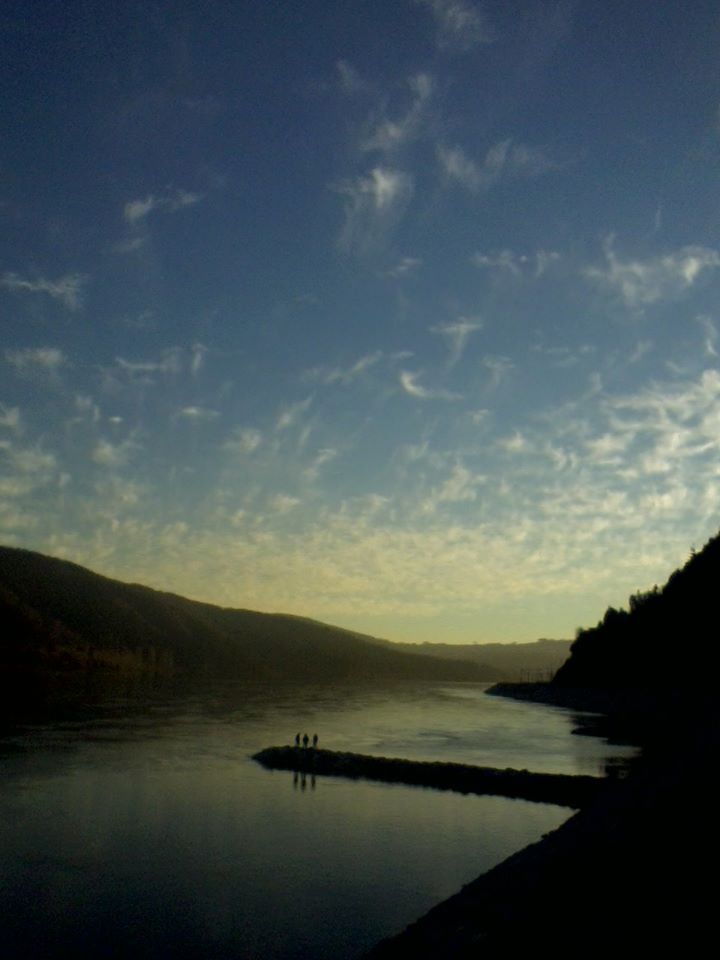
Der Río Biobío bei Hualqui
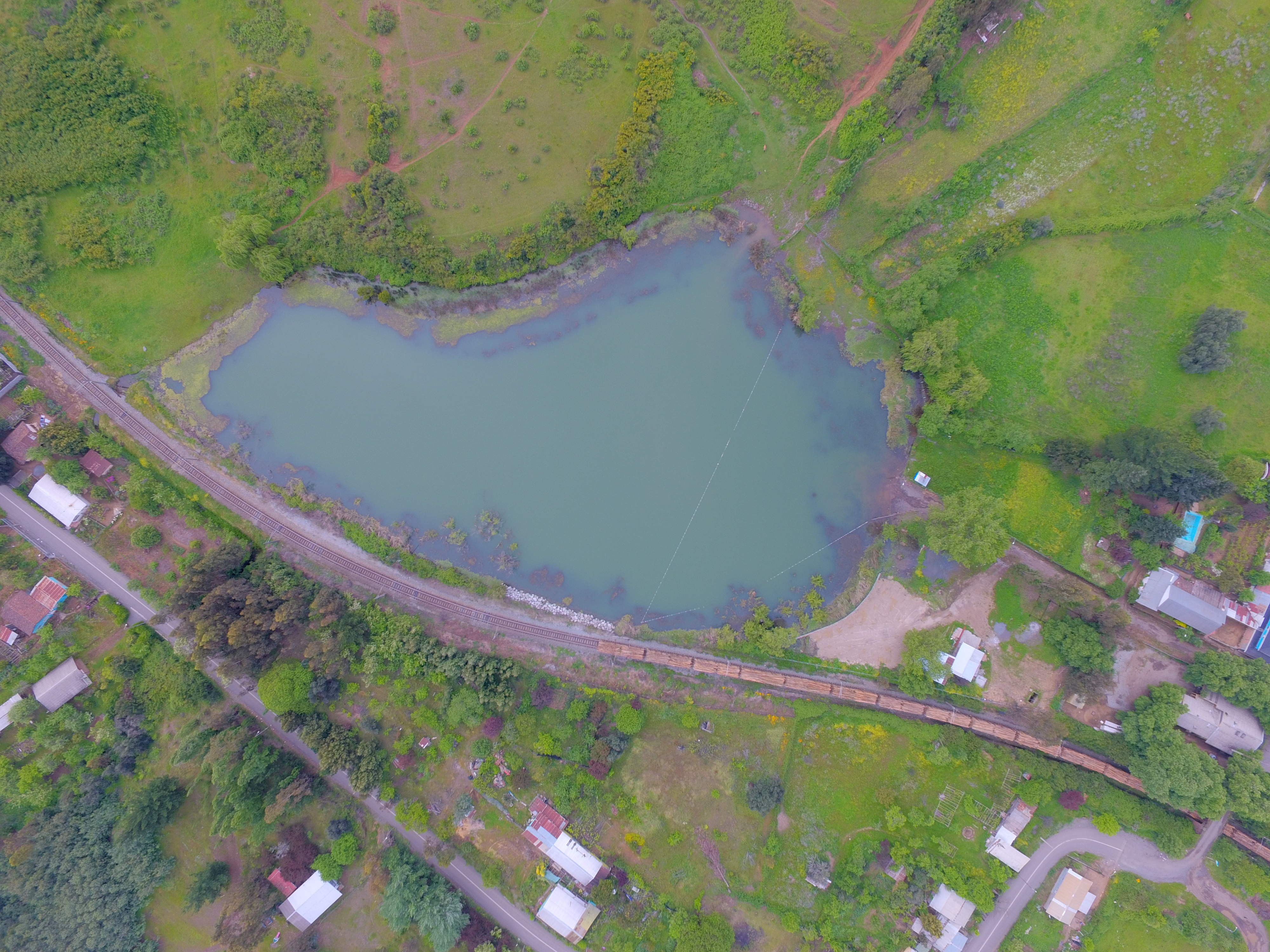
Die Lagune von Talcamávida